# Speedtest.net
Speedtest.net, также известный как Speedtest by Ookla — веб-сервис, который предоставляет бесплатный анализ показателей качества интернет-соединения, таких как скорость передачи данных и задержка (латентность). Это основной продукт компании Ookla, специализирующейся на тестировании интернет-сетей и их диагностике. Компания была основана в 2006 году и базируется в Сиэтле, штат Вашингтон, США.
Сервис измеряет пропускную способность (скорость) и задержку интернет-соединения, используя один из более чем 16 000 серверов, расположенных по всему миру (по состоянию на июль 2025 года). Каждый тест определяет скорость загрузки (от сервера к пользователю) и скорость отправки данных (от пользователя к серверу). Тесты можно проводить как через веб-браузер, так и в мобильных приложениях. По состоянию на 30 июля 2025 года с помощью сервиса было проведено более 62 миллиардов тестов скорости интернета.
Ранее тесты выполнялись по протоколу HTTP, однако для повышения точности Speedtest.net теперь использует собственный протокол на основе TCP-соединений.
Сайт также предоставляет подробную статистику на основе результатов тестов. Эти данные широко используются различными изданиями и аналитиками для оценки скорости интернет-доступа по всему миру.

## История
Владелец и оператор сайта Speedtest.net, компания Ookla, была основана в 2006 году партнёрами Майком Апгаром и Дугом Саттлзом. Название Ookla предложил Саттлз, поскольку уже владел доменом Ookla.com — он зарегистрировал его в честь своего кота, названного по имени персонажа из мультсериала «Тандарр-варвар». На домене speedtest.net с 2000 года был размещён сервис для проверки скорости интернета, который в 2006 году приобрела компания Ookla.
По данным на 2011 год, Ookla занимала около 80 % рынка и входила в топ-1000 самых посещаемых сайтов в мире. В то время основной доход Ookla получала от компаний, которые платили за использование её фирменных сервисов и программного обеспечения для тестирования скорости интернета. Среди клиентов Ookla упоминались такие медиа-компании, как CNN и Disney, а также телекоммуникационные операторы, включая AT&T, Verizon и CenturyLink.
В 2014 году Ookla была приобретена медиахолдингом Ziff Davis.

### Блокировка в России
30 июля 2025 года сервис заблокирован Роскомнадзором на территории Российской Федерации «в связи с выявленными угрозами безопасности работы сети связи общего пользования и российского сегмента сети интернет».

## Технологии
Сервис Speedtest.net изначально работал на технологии Flash и предназначался для проверки скорости широкополосного интернета. После того как Adobe объявила Flash устаревшей технологией и сообщила о его окончательном выводе из эксплуатации, Ookla перенесла тест скорости на HTML5. Обновлённая версия вышла из бета-версии 9 января 2018 года.
Помимо измерения скорости интернета, в клиентах Speedtest.net для Android и iOS существует функция, которая позволяет проверить интернет-соединение пользователя на возможность транслировать 4K-видео.